# Operó trp

Estructura de l'operó trp.

L'operó trp és un operó — un grup de gens que són utilitzats, o transcripts, conjuntament — que codifica els components per a la producció de triptòfan. L'operó trp és present en molts bacteris, però va ser descrit per primera vegada en Escherichia coli. L'operó és regulat de manera que quan el triptòfan és present en l'entorn cel·lular, els gens necessaris per la seva síntesi no són expressats. Va ser un sistema experimental important per començar a entendre la regulació gènica, i és generalment utilitzat per ensenyar-la acadèmicament.
Va ser descobert l'any 1953 per Jacques Monod et al., l'operó trp de l'E. coli va ser el primer operó reprimible en ser descobert. Mentre l'operó lac pot ser activat per una substància química, l'al·lolactosa, l'operó trp és inhibit també per una substància química, el triptòfan. Aquest operó conté cinc gens estructurals: trp E, trp D, trp C, trp B, i trp A, els quals codifiquen la triptòfan sintetasa. També conté un gen inhibitori anomenat trp R. El trp R té un promotor on l'ARN polimerasa s'uneix i sintetitza RNAm per una proteïna reguladora. La proteïna que és sintetitzada per trp R s'uneix a l'operador causant un blocatge de la transcripció. En l'operó lac, l'al·lolactosa es lliga a la proteïna repressora, permetent així la transcripció dels gens, mentre que en l'operó trp, el triptòfan es lliga a la proteïna repressora eficaçment blocant la transcripció dels gens. En ambdues situacions, la repressió afecta l'ARN polimerasa que transcriu els gens de l'operó. A diferència de l'operó lac, l'operó trp conté un pèptid senyal i una seqüència atenuadora que permet una regulació gradual.
És un exemple de regulació gènica negativa. Dins la seqüència reguladora de l'operó, l'operador és blocat per la proteïna repressora en la presència de triptòfan (impedint així la transcripció) i és alliberat en absència de triptòfan (permetent així la transcripció). El procés d'atenuació complementa aquesta acció reguladora.